# Antiwesters
Als antiwesters kan iedere afwijzing van "westerse" waarden, cultuur of politieke of economische inmenging door westerse landen in andere regio's worden benoemd. "Antiwesters" is een breed containerbegrip zonder vaste definitie, waaronder een afkeur van kapitalisme, globalisering, neokolonialisme, de consumptiemaatschappij, 'zedeloosheid', secularisme en/of democratie kan worden verstaan. De definitie die men hanteert is vooral afhankelijk van hoe men het "westen" definieert en waardeert.